# یوتا هیرائوکا
یوتا هیرائوکا (انگلیسی: Yūta Hiraoka؛ زادهٔ ۱ سپتامبر ۱۹۸۴) بازیگر، و بازیگر تلویزیون اهل کشور ژاپن است.
از فیلم‌ها یا برنامه‌های تلویزیونی که وی در آن نقش داشته‌است می‌توان به گردن و خواهر عزیز اشاره کرد.